# Бжезьниця (Мазовецьке воєводство)
Бжезьниця (пол. Brzeźnica) — село в Польщі, у гміні Козениці Козеницького повіту Мазовецького воєводства.
Населення — 345 осіб (2011).
У 1975-1998 роках село належало до Радомського воєводства.

## Демографія
Демографічна структура станом на 31 березня 2011 року:
|          | Загалом | Допрацездатний вік | Працездатний вік | Постпрацездатний вік |
| -------- | ------- | ------------------ | ---------------- | -------------------- |
| Чоловіки | 170     | 34                 | 110              | 26                   |
| Жінки    | 175     | 26                 | 100              | 49                   |
| Разом    | 345     | 60                 | 210              | 75                   |